# Crissolo
Crissolo (occitano Criçòl, piamontés Crisseul) es una localidad y comune italiana de la provincia de Cuneo, región de Piamonte, con 195 habitantes. Está situado en el valle del Po, dentro de los Valles Occitanos. Limita con los municipios de Bagnolo Piemonte, Bobbio Pellice, Oncino, Ostana, Pontechianale, Ristolas (Altos Alpes) y Villar Pellice.

## Evolución demográfica

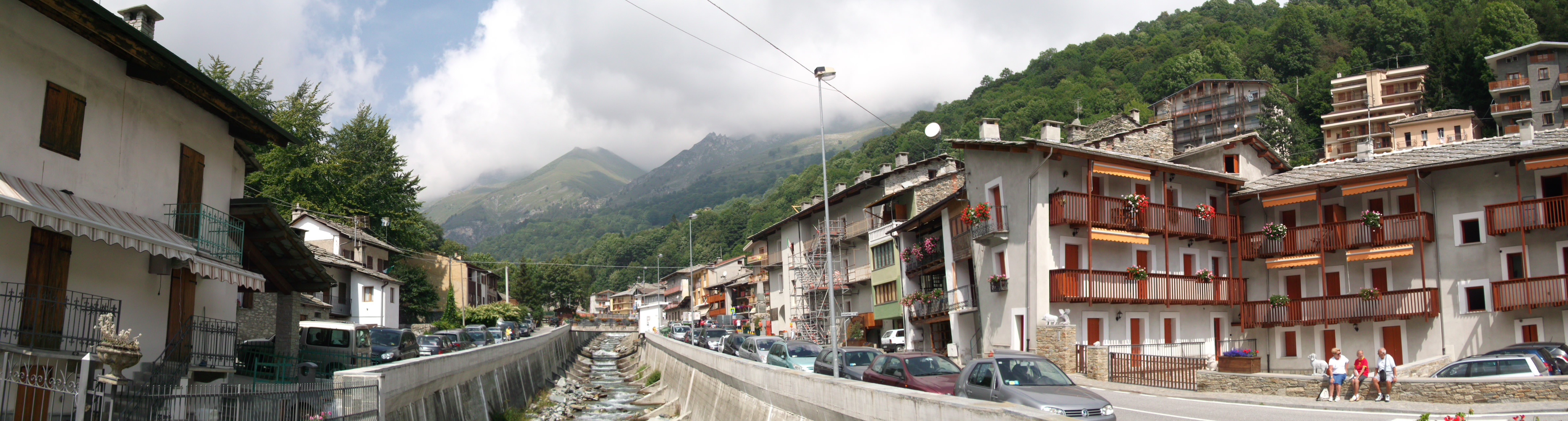

| Gráfica de evolución demográfica de Crissolo entre 1861 y 2010 |
|                                                                |
| Fuente ISTAT - elaboración gráfica de Wikipedia                |